# Team NeXtGen
Der E-Sport-Clan Team NeXtGen wurde am 15. Mai 2004 von Christian „ZeuSx“ Gehle und einigen Rainbow-Six-Spielern in Paderborn gegründet. Team NeXtGen konnte sowohl für seine Erfolge in FIFA als auch in Call of Duty, Halo 5 und Gears of War Bekanntheit erlangen. Aktuell hat NXG Teams und Spieler in den Computerspielen Counter-Strike: Global Offensive und Rocket League.

## Geschichte

### Anfänge
Team NeXtGen wurde am 15. Mai 2004 auf als E-Sport-Clan gegründet. Eine Handvoll damaliger Rainbow-Six-Spieler schlossen sich zusammen und riefen das NeXtGen Projekt ins Leben. Gründungsmitglieder sind M. „NXG Dsyn“ Müller, P. „NXG Zero“ Miosga, sowie der heutige Geschäftsführer C. „ZeuSx“ Gehle. Die Verwaltung des Teams und das Erstellen einer Homepage waren zu der Zeit sehr zeitaufwendig, sodass eine geringe Anzahl an Mitgliedern erst spät Raum gebot, um die volle Aufmerksamkeit des Managements auf den Ausbau der Teams zu lenken.
Einer der ersten Member von NXG war L. „NXG Krachalman“ Ploechl, der heute zusammen mit ZeuSx das Team leitet. In Turnieren und Ligen konnten damals noch keine großen Erfolge erzielen. Gegen Teams wie SEF, eAxis und NSA konnte man sich nicht dauerhaft durchzusetzen. Dadurch drohte nach einer Anhäufung von Misserfolgen die Auflösung des noch jungen Clans. Mit dem Überwinden der „Durststrecke“ durch einige Erfolge gegen die Konkurrenz, konnte man als einer der wenigen Clans zu dieser Zeit erste Sponsoren in der E-Sport-Szene gewinnen. Mit der Unterstützung von XoduS und 360next, konnte man das Team signifikant auf die Zukunft ausrichten.

### Weitere Jahre
Nach den ersten schweren Jahren folgte ab 2007 der Aufschwung. Aus einem kleinen Hobby-Team wurde ein aufstrebendes Amateur-Team. Mit der neuen Homepage, die erstmals mit einem Content-Management-System ausgestattet war, wurde dem Team viel administrativer Aufwand abgenommen. Mit neuen Sponsoren, zu denen auch Lotto zählte, konnte so in den Jahren 2007 bis 2009 der Grundstein gelegt werden, um die Lücke zu den Pro-Teams allmählich zu schließen. Auch die interne Ausrichtung im Clan änderte sich Ende 2009 zunehmend. So stand immer mehr der Erfolg und die Wettbewerbsfähigkeit im Vordergrund. Durch die hohe Anzahl an Clanwars in den wachsenden E-Sport-Ligen und das tägliche Training erarbeitete man sich die Fähigkeiten, den großen Teams Paroli zu bieten. Dies lag nicht zuletzt am Team Bavaria – ein junges, erfolgshungriges Team mit viel Potential. Dank diesem Team schaffte es NXG das erste Mal unter die Top 3 in Call of Duty. Mit diesen und weiteren Erfolgen in der Major League Gaming konnte man erstmals mit Ergebnissen auf internationaler Bühne glänzen.

### Rückschläge und Neuanfang
Im weiteren Verlauf des Wachstums musste jedoch mit Misserfolgen gekämpft werden. Erfolge blieben aus und Spieler verließen den Clan. Durch die fehlende Reputation konnten Sponsorenverträge nicht verlängert werden. Neue Ansätze mussten gefunden werden und andere Projekte sollten zu neuen Standbeinen verhelfen. Mit viel Arbeit und Risiko verbunden wurde eine Clanpartnerschaft mit den ViVAciouS Ladies ins Leben gerufen. Dieses aufstrebende Female-Gaming-Projekt konnte zu der Zeit die volle Aufmerksamkeit der deutschen eSport-Szene auf sich ziehen. ViVa galt als eines der ersten Teams im Female-Gaming im europäischen Raum.
Mit dem wachsenden Ansehen hatte man von 2010 bis Mitte 2012 wieder großartige Erfolge zu verzeichnen. Im Gegensatz dazu war es umso belastender erneut Rückschläge wegstecken zu müssen. Zwar konnte man im eSport-Bereich weiter Punkten, jedoch erfuhr man an anderen Fronten schwere Verluste: Server Probleme, Hacker-Angriffe und Unstimmigkeiten im Management trübten den Alltag. Hinzu kam noch, dass der Team-Leader NXG ZeuSx aus persönliche Gründen nur eingeschränkt zur Verfügung stand. Dadurch lag nun die komplette Verantwortung auf dem Co-Leader NXG Krachalmann, der mit vielen Problemen überfordert schien. Übergangsweise besetzte er den Posten des Team-Managers, sodass NXG ZeuSx sich allein um die Geschäftsführung kümmern konnte. Wiederholte Serverprobleme führten dazu, dass die Homepage und notwendige Dokumente irreparabel beschädigt wurden. Das interne Chaos führte dazu, dass Sponsorenverträge nicht mehr erfüllt werden konnten. Das fehlende Budget konnte somit nicht genutzt und in das Team investiert werden. Ein kleiner Lichtblick erfolgte auf der Gamescom 2013. Nach einer großen Aussprache unter Leader und Geschäftsführung legte man klare Richtlinien fest und vertraute auf die mehr als 10-jährige Freundschaft.

### Zurück zu alter Stärke
Mit Beginn des neuen Jahres stellte man auch die neue Homepage online. Eine Homepage im besonderen Design, denn Team NeXtGen feierte 10 Jahre Bestehen. Die über Wordpress angelegte Blog-Page hat bis zum gegenwärtigen Zeitpunkt bestand und trotzte, begünstigt durch regelmäßigen Backups, sämtlichen Serverproblemen. Ebenso überarbeitete man das Team-Trikot. Mit dem Ende des 360Live Magazins fand man mit Gamefloor einen neuen Partner für News im und um die Videospielbranche.
Im eSport war man weiterhin sehr erfolgreich. Auf der Gamescom 2014 wurde, wie auch im Vorjahr, der neue Halo-Spross in einem aufwendigen Turnier in Szene gesetzt. Unter den nur 8 qualifizierten Teams, befand sich auch das NXG Halo Team. Gegen starke Konkurrenz wie VwS Gaming und TCM Gaming konnte man sich über den erreichten 5. Platz und ein kleines Preisgeld freuen. Das NXG Call of Duty Team konnte sich über die Gfinity-Cups für die Call of Duty Championships 2014 in London qualifizieren. Dort schied das Team früh aus. Weitere Erfolge blieben aufgrund mangelnder Qualität und Trainings aus.
Erfolgreicher war der FIFA-Bereich. Erst gewannen Patrick „NXG Mr Wolf“ Lenort auf dem PC und Niklas „Raseck“ Raseck auf der Xbox 360 die VDFL (Verband Deutschsprachiger FIFA-Ligen). Danach qualifizierten sich gleich sechs Spieler von NXG für das Finale der Virtuellen Bundesliga im Berliner Olympiastadion, darunter auch der frischgebackene VDFL-Meister NXG Mr Wolf.
Mit dem Beginn der Call of Duty Championship 2015, nahm man zwei Teams unter Vertrag. Ein vielversprechendes Amateur-Team, welches langsam an die Profiteams herangeführt wird, sowie ein Pro Team, das nur für den Zeitraum der Championship unter der Flagge von NXG spielte. Zwar qualifizierte sich dieses Team für die EU Regional Finals in London, jedoch konnten sie dort die hohen Ansprüche nicht erfüllen.
Diesen Rückschlag konnte man mit der Verkündung von Plantronics Gaming als weiteren Sponsoringspartner wieder ausgleichen.
2015 konnten sich erneut sechs Spieler von Team NeXtGen für das VBL Finale in Hamburg qualifizieren. Mit dem Anspruch auf den Titel fuhren die Spieler nach Hamburg. Im Finale konnte sich der erst 15-jährige Niklas „NXG Raseck“ Raseck gegen seinen Kontrahenten durchsetzen und sich somit die Meisterschale für NXG sichern. Mit Rico „NXG Rico“ Tessmann konnte sich zudem ein NXG Spieler den MVP für die am meisten geschossenen Tore sichern.

### Heute
Mit dem erneuten Titelgewinn der deutschen Meisterschaft im FIFA wurde ein weiterer erfolgreicher Zeitabschnitt beendet. Team NeXtGen, einst als reines Konsolen-Team gegründet, entfernte sich mit dem Titel zunehmenden von der Spielkonsole als Medium.
Im Frühjahr 2016 begann die Neuorientierung des Teams und die professionelle eSportliche Ausrichtung lag nunmehr alleinig auf dem PC. Mit der Verpflichtung eines Counter-Strike und eines Rainbow-Six Teams konnte man konkurrenzfähige Teams vorstellen, die in zwei, der, prestigeträchtigsten PC-Titeln auf Anhieb Erfolge verbuchen konnten. Mit durchgehend guten Platzierungen in der 99damage Liga, sowie einem 3. Platz in der ESEA Germany Open und dem Aufstieg in die CS:GO Main, konnte man bereits in den ersten Monaten beachtliche Ergebnisse erzielen. Auch das Rainbow-Six Team konnte auf sich aufmerksam machen und wurde Ende des Jahres 2016 von Team LeisuRe aus dem Vertrag gekauft.
Mit Beginn des Jahres 2017 startete man somit lediglich mit dem Counter-Strike Lineup, welche sofort zu beeindrucken wusste. Man konnte sich gegen über 700 europäischen Teams den 1. Platz in der ESL 5v5 Open League Winter Europe und somit einen Startplatz für die ESL Major League sichern. Der Sieg über die „neue deutsche Hoffnung“ und eines der stärksten Counter-Strike Teams, BIG, in der Major League bestätigten die Ambition des Teams. Durch die Verkündung eines Rocket League Teams konnte man zudem in einen weiteren PC-Titel expandieren.

## Aktive Spieler

### Counter-Strike: Global Offensive
- Manuel „Socke“ Mohr (Manager)
- Mergim „cyn.n“ Leposhtaku
- Ali-Can „EiseN“ Karadiken
- Marcel „globe.williams“ Sundmäker
- Rigon „r1GON“ Gashi
- Timur „TMR“ Okatan

### Rocket League
- Dennis „bach0“ Wieandt
- Khaled „Foss1L“ Osmani
- Norick „Risk0“ Siffling
- Benjamin „folY“ Klein

### Halo 5
- Dennis „HARDLINER“ Zimmer

## Erfolge (Auszug)

### FIFA
- 1. Platz Go4FIFA#28 Europe – David „NXG KingDav1d x“ Houdek
- 2. Platz Go4FIFA#27 Europe – David „NXG KingDav1d x“ Houdek
- NXG Showmatch Fussballiade Landshut
- 1. Platz Go4FIFA June 2015 Finals Europe – Tom „NXGTomAlba1860“ Tryzna
- 1. Platz Go4FIFA Juni 2015 Finals – Tom „NXGTomAlba1860“ Tryzna
- 3. Platz Go4FIFA Juni 2015 Finals – Esnaf „NXG BoZznianBlood“ Memovice
- 2. Platz BAP Gaming FIFA LAN Dortmund – Rico „NXG Rico“ Tessmann
- 1. Platz Virtuelle Bundesliga (VBL) Finale Hamburg – Niklas „NXG Raseck“ Raseck
- 1. Platz Gameify LAN Event – Rico „NXG Rico“ Tessmann
- 1. Platz Go4FIFA Mai 2015 Finals – Tom „NXGTomAlba1860“ Tryzna
- 2. Platz Go4FIFA Mai 2015 Finals – Marcel „NXG Schoepper“ Schöpper
- 1. Platz Go4FIFA März 2015 Finals – Niklas „NXG Raseck“ Raseck
- 2. Platz Go4FIFA März 2015 Finals – David „NXG KingDav1d x“ Houdek
- 1. Platz VDFL FIFA (PC) – Patrick „NXG Mr Wolf“ Lenort
- 1. Platz VDFL FIFA (Xbox 360) – Niklas „NXG Raseck“ Raseck
- 1. Platz Go4FIFA Februar 2015 Finals – Timo „NXG TimoX“ Siep
- 1. Platz ESL Meisterschaft Frühling 2015 FIFA – Timo „NXG TimoX“ Siep
- 1. Platz Go4FIFA (One) Februar 2015 Finals – Niklas „NXG Raseck“ Raseck
- 1. Platz ESL IEM Poland 2nd Qualifier – Patrick „NXG Mr Wolf“ Lenort
- 1. Platz Zotac Cup #213 – Patrick „NXG Mr Wolf“ Lenort
- 1. Platz Go4FIFA Januar 2015 Finals – Niklas „NXG Raseck“ Raseck
- 2. Platz Go4FIFA Januar 2015 Finals – Tom „NXGTomAlba1860“ Tryzna
- 1. Platz Go4FIFA Dezember 2014 Finals – Niklas „NXG Raseck“ Raseck
- 1. Platz Go4FIFA November 2014 Finals – Niklas „NXG Raseck“ Raseck
- 2. Platz Go4FIFA November 2014 Finals – Christoph „NXG I CIMLS I“ Häberer
- 1. Platz Hall of Fame CSL Cup – Patrick „NXG Mr Wolf“ Lenort
- 14. Platz Hall of Fame Ranking FIFA – Patrick „NXG Mr Wolf“ Lenort
- 1. Platz Go4FIFA Oktober 2014 Finals – Christoph „NXG I CIMLS I“ Häberer

### Call of Duty
- 3. Platz oR LAN Nürnberg
- 2. Platz EGL Midweek Cup
- 1. Platz ESL 2v2 SnD Cup Europe #19
- 1. Platz ESL 2v2 SnD Cup Europe #18
- 1. Platz EGL 4v4 SnD Cup
- 1. Platz ESL 2v2 SnD Cup Europe #14
- 3. Platz ESL 2v2 SnD Cup Europe #1
- 9. Platz Call of Duty Championship EU Finals London
- 2. Platz Gfinity German Qualifiers
- 3. Platz ESL Weekend Cup
- 3. Platz ESL 4on4 SnD Cup
- 3. Platz MLG EU 4v4 Cup
- 7. Platz Call of Duty Championship EU Finals London
- 2. Platz Gfinity German Qualifiers
- 3. Platz Gfinity EU 4v4 Cup
- 2. Platz MLG ESR 3v3
- 3. Platz MLG 3v3 AM
- 2. Platz MLG 3v3
- 2. Platz MLG 2v2 EU Cup
- 2. Platz MLG 3v3 EU Cup
- 3. Platz CoD3 2on2 Classic Cup CSL

### Halo
- 5. Platz Halo Gamescom Showdown
- 8. Platz Halo Global Championship Qualifier
- 9. Platz Halo Global Championship Qualifier
- 1. Platz CSL1v1 A-Series
- 2. Platz CSL 1on1 WP Cup Halo Reach
- 5. Platz Gamebattles 1v1 Ladder 09 Fall Halo Wars

### Counter-Strike:GO
- 6. Platz 99Damage Liga Saison 1, Division 1
- 1. Platz Lioncast Masters Spring Cup
- 4. Platz 99Damage Liga Saison 2, Division 2.1
- 2. Platz 99Damage Liga Saison 3, Division 2.1
- 2. Platz 99Damage Liga Saison 4, Division 2.2
- 3. Platz ESEA Season 23 Germany Open
- 1. Platz ESL 5v5 Open League Winter Europe

### Gears of War
- 1. Platz Cup Tournamentfront 1v1
- 1. Platz Cup Fragdnation 1v1
- 1. Platz Ladder Gamebattles 4v4
- 1. Platz Ladder CSL 4v4
- 1. Platz Cup CSL 4v4
- 1. Platz SES MLG Cup 4v4
- 1. Platz Xboxparadis Cup 4v4
- 1. Platz CZN 4v4
- 1. Platz GB Ladder Fall Season 2010 4v4
- 1. Platz Cup Tournamentfront 1v1
- 1. Platz Ladder PL 1v1
- 1. Platz EU 1v1
- 2. Platz Tournamentfront 1v1
- 2. Platz Xboxdynasty Ladder 1v1
- 2. Platz Matchmaker only Ladder CSL 1v1
- 2. Platz Ladder CSL 2v2
- 2. Platz Chaozz Cup 2v2
- 2. Platz Ladder Gamebattles 4v4
- 3. Platz GB Playoffs 4v4
- 3. Platz Wochenprogramm Cup CSL 1v1
- 3. Platz Mappack Special Cup 1v1
- 7. Platz Ladder Gamebattles 4v4